# Schillerův dům (Lipsko)
Schillerův dům (německy Schillerhaus) je malý původně selský dům v Lipsku v městské části Gohlis (Menckestraße 42). V horním poschodí tohoto domu žil v létě roku 1785 Friedrich Schiller, jenž zde napsal 2. akt svého dramatu Don Carlos a vypracoval truchlohru Fiesco a první náčrt své básně Ode an die Freude (Óda na radost), kterou později dokončil v Drážďanech. Budova je nejstarším zachovaným selským domem v lipské městské oblasti a zároveň sídlem Schillerova památníku, jenž je pobočkou Historického muzea v Lipsku.

## Historie budovy

### První léta domu
| FIESCO: Ale s veselou sousedé! Tvařme se třeba jako mazaní dědicové, kteří jdou s nářkem za rakví, a přitom se hlasitě smějí do kapesníku! Ale mohli bychom také dostat zlou macechu. Buďsi, necháme ji hartusit, a hodujme! VERRINA (rozhořčeně): Nebesa a země! a sami nehneme prstem? – kam jsi to klesl, Fiesco? Kde je ten muž, který tak z duše nenáviděl tyranství? Vzpomínám na dobu, kde by se tě zmocnila zuřivost při pouhém spatření koruny. – Padlý synu republiky! Ty si zodpovíš, že nedám ani haléř za svou nesmrtelnost, jestliže duch se takto opotřebuje již v životě. FIESCO: Jsi nenapravitelný podivín. Ať si Doria strčí Janov do kapsy a začachruje ho tuniským pirátům, co je nám potom? My budeme pít kyperské a líbat hezká děvčata. Fiesco [přel. Valter Feldstein] |
| |

Budova byla postavena v roce 1717 jako jednopodlažní dům (obytná stáj) jednoho maloselského třístranného dvora v tehdejší vesnici Gohlis. Tato stavba vytvořená z pěchované hlíny se skládala z obytné části, předsíně s černou kuchyní a jedné stáje. Ve druhé polovině 18. století byla budova přestavěna a rozšířena, aby se vytvořila další obydlí pro letní hosty. Při tom byla přestavěna i stáj a vzniklo také nové poschodí.

### Schillerova doba strávená vtomto domě
Tehdy 25letý Schiller žil v horním patře domu od 7. května do 11. září 1785. Pobýval zde na základě pozvání kruhu přátel právníka Christiana Gottfrieda Körnera. V bývalé stáji ve stejné době žil vydavatel Georg Joachim Göschen, jenž toto ubytování Schillerovi zprostředkoval. Během svého pobytu v Lipsku napsal básník druhé dějství Dona Carlose, Fiesca a první náčrt básně Óda na radost.

### Znovuodhalení a působení Schillerova spolku
V roce 1841 byl z iniciativy Roberta Bluma, lipského divadelního sekretáře a jednoho z průkopníků revoluce v letech 1848/49, znovuobjeven Schillerův dům jako místo básníkova působení, načež zde byl zřízen památník. Dům byl otevřen 11. listopadu 1841 slavnostním odhalením nově postavené slavobrány s pamětní deskou, na níž byl nápis těchto slov: „Zde žil Schiller a v roce 1785 tu napsal Ódu na radost“. Dne 24. října 1842 byl Robertem Blumem založen Lipský Schillerův spolek. V roce 1848 byla zpřístupněna Schillerova světnice. Roku 1856 hrozila tomuto domu demolice a dražba, načež Schillerův spolek získal 2150 tolarů prostřednictvím darů a finančního závazku jednoho z členů správní rady. Tímto členem byl historik Heinrich Wuttke. V následujících letech prošla budova a její okolí stavebními úpravami. V roce 1864 se podařilo dům v pozemkové knize přepsat na Schillerův spolek. Podle stanov se měl po rozpuštění spolku dům stát majetkem města, jakmile se město zaváže, že památník bude zachován. V letech 1896/97, 1911 a 1929–34 následovaly další stavební úpravy. Roku 1911 byla architektem Maxem Langheinrichem podle svého původního vzhledu znovu vystavěna slavobrána. Dne 4. prosince 1943 prorazila během bombardování střechu hořčíková zápalná bomba a uvízla v Schillerově bývalé ložnici. Tuto bombu se podařilo odstranit. Poté byly do wurzenského dómu Panny Marie přemístěny cenné výstavní exponáty, které z části postihl osud válečných ztrát.

### Schillerův dům během období NDR
V roce 1949 rozpustila saská státní vláda Schillerův spolek a podřídila Schillerův dům kulturní masové organizaci Kulturbund der DDR. Vlastníkem budovy se stalo město Lipsko. V roce 1961 se Schillerův dům stal pobočkou Historického muzea v Lipsku. V letech 1966–69 a 1985–89 proběhly další opravy Kastelánova domu (vedlejší budova) a změny nádvoří a zahrady, což značně narušilo historický vzhled a nenávratně odstranilo jak historickou strukturu omítek, tak jejich původní barvy.

### Schillerův dům po znovusjednocení Německa
V roce 1995 musel být Schillerův dům uzavřen kvůli riziku zřícení. V letech 1997/98 následovaly rozsáhlé stavebně-archeologické průzkumy z veřejných i soukromých prostředků s následnou konzervací a restaurováním. Dne 28. října 1998 byl Schillerův dům znovu otevřen. V roce 2002 byla zahrada podle svého historického předobrazu nově přepracována v selskou zahradu.
| „                                                            | Svoboda je u člověka to, co ho činí nepředvídatelným pro sebe a pro jiné. | “ |
| — Rüdiger Safranski, Schiller oder die Freiheit als Problem. |                                                                           |   |

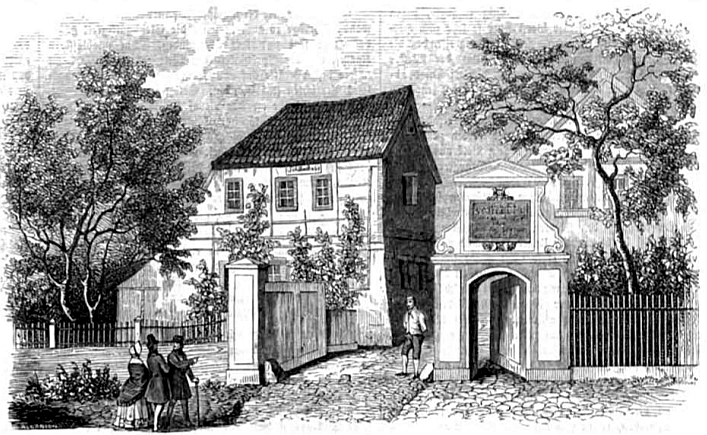
Schillerův dům v roce 1843
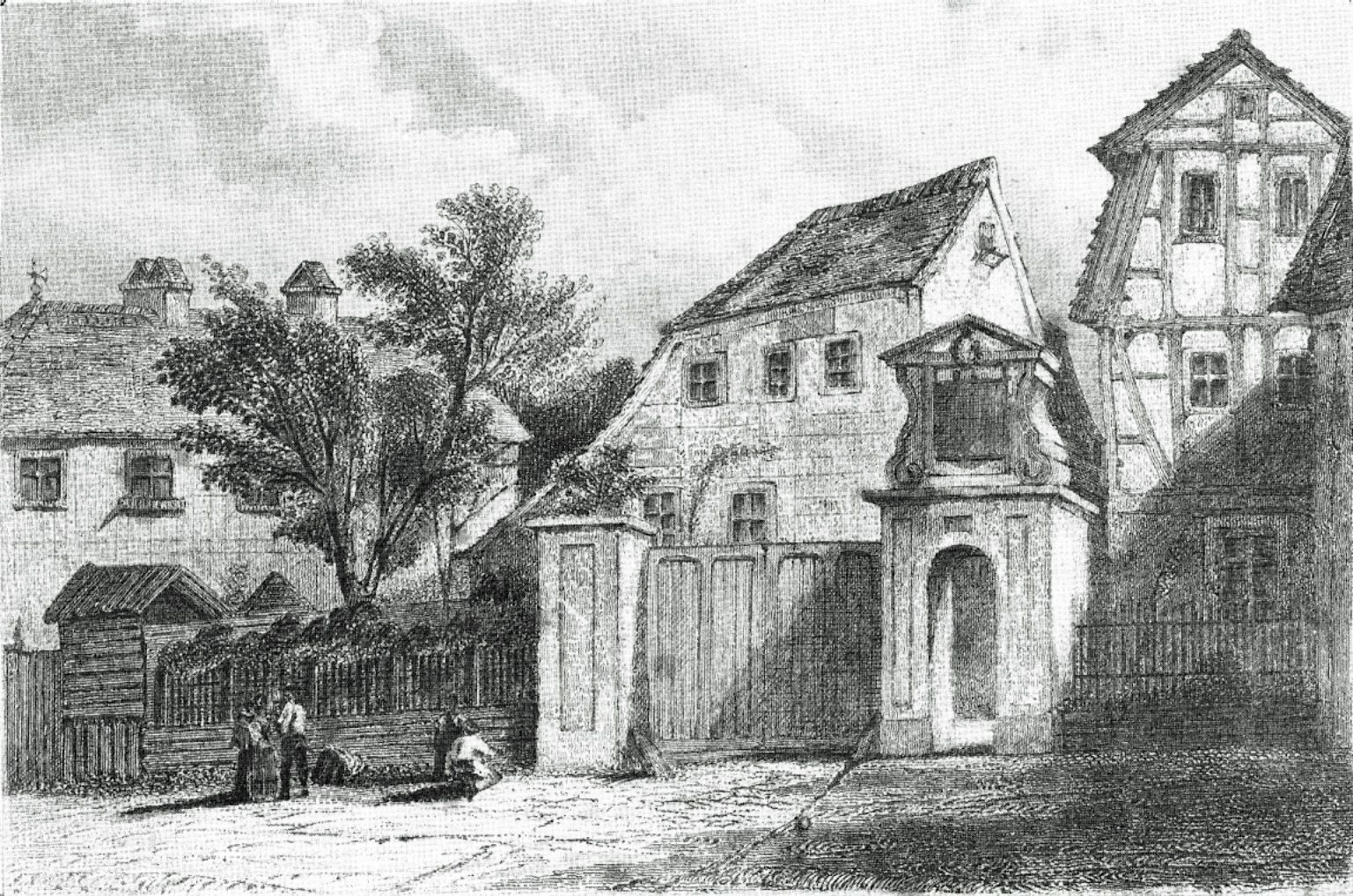
Schillerův dům na ocelorytině Alberta Henryho Payna, ca. 1850 (součást sbírky 20 rytin s lipskými motivy)
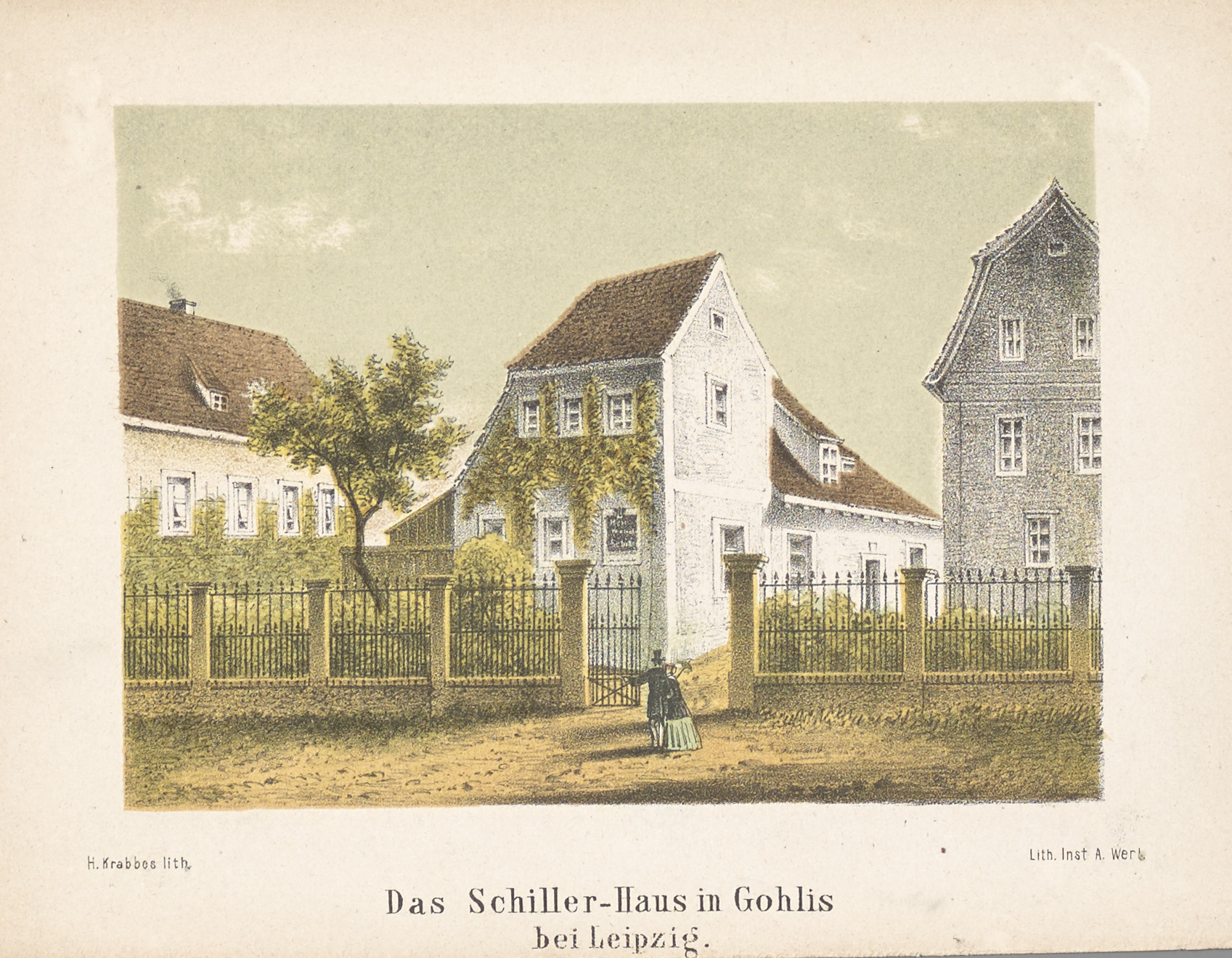
Schillerův dům v Gohlisu u Lipska kolem roku 1860
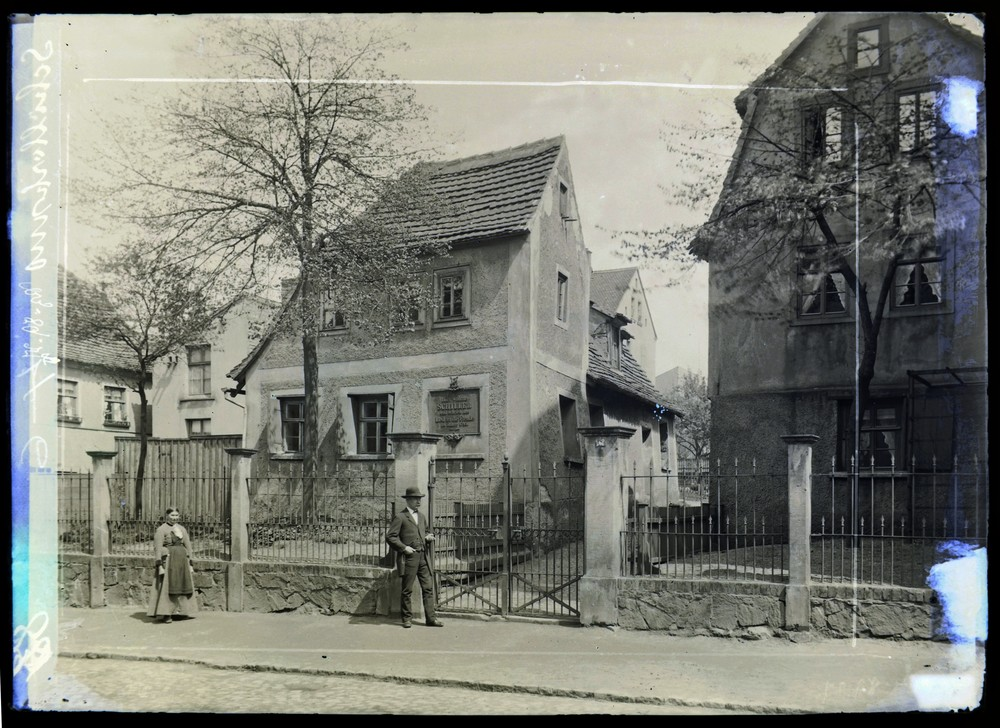
Schillerův dům kolem roku 1895
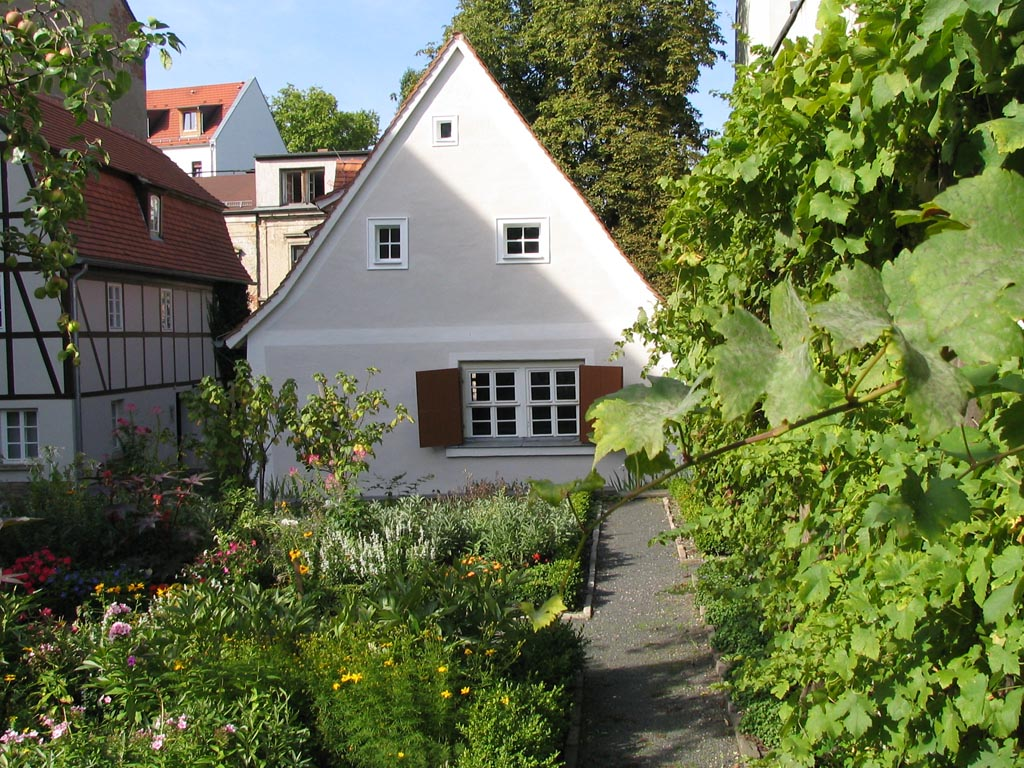
Schillerův dům nahlížený z ulice Schillerweg
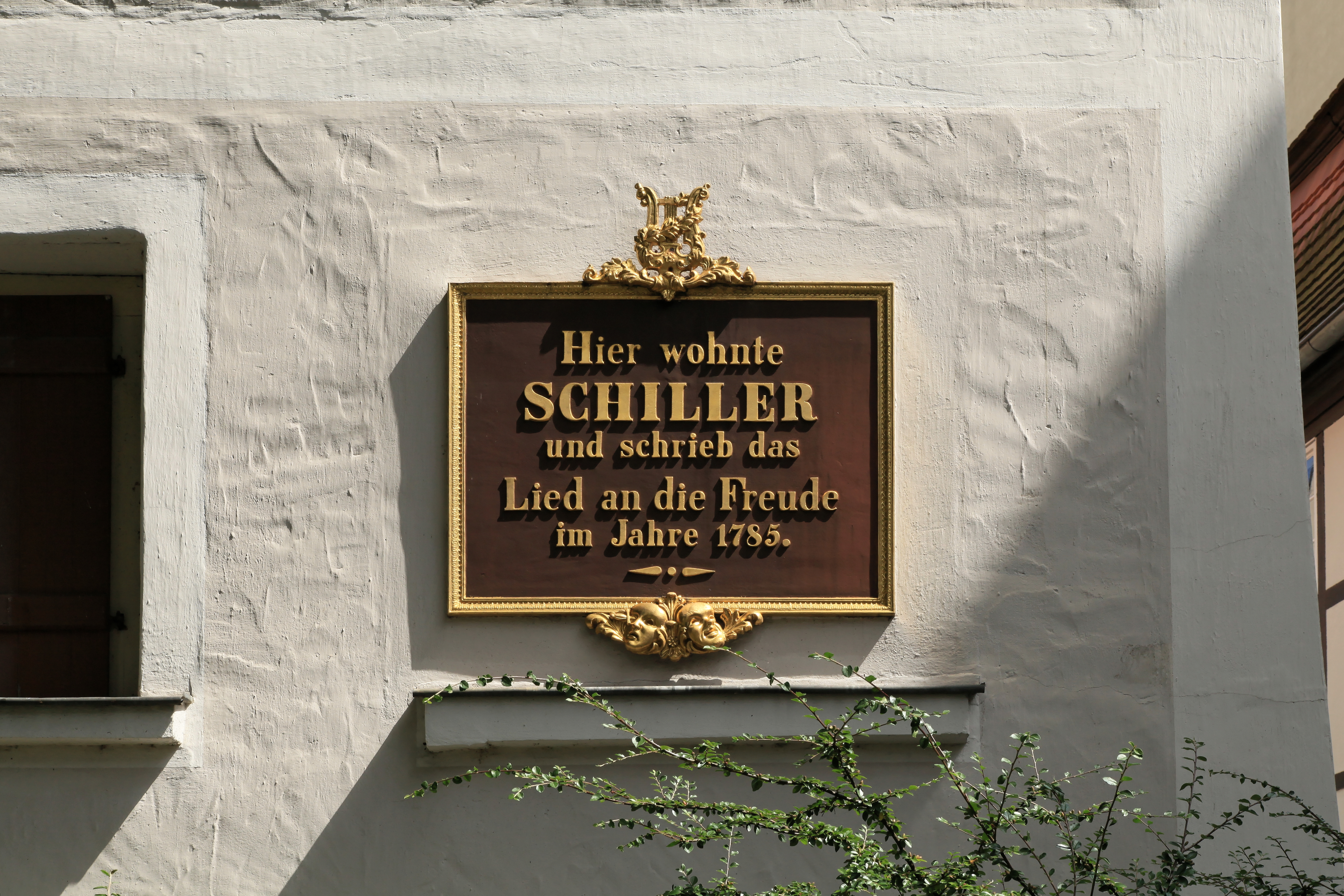
Pamětní deska na Schillerově domě